# Matthew Connolly
Matthew Thomas Connolly (Barnet, 24 september 1987) is een Engelse voetballer, die sinds 2012 speelt voor Cardiff City. Daarvoor speelde hij bij Queens Park Rangers.

## Clubcarrière
Connolly begon zijn carrière in de jeugd van Arsenal. Bij deze club haalde hij het tweede elftal, maar het lukte hem niet om door te breken in het eerste elftal. Op 24 oktober 2006 maakte hij wel zijn debuut voor het eerste elftal, in de derde ronde van de Carling Cup tegen West Bromwich Albion.
Op 23 november 2006 werd aangekondigd dat Connolly uitgeleend zou worden aan Bournemouth. In totaal heeft hij zeven wedstrijden gespeeld voor deze club, waarna hij in januari weer terugkeerde naar Arsenal. In de kwartfinale van de League Cup mocht hij invallen voor Armand Traoré.
Op 9 juli 2007 maakte Arsenal bekend dat Connolly nog een keer uitgeleend zou worden, deze keer aan Colchester United. In november werd hij opgeroepen voor Engeland onder 21 en in januari werd hij door Arsenal teruggehaald. Dezelfde dag werd zijn transfer naar Queens Park Rangers bekendgemaakt, hoewel Arsenal hem graag wilde behouden en hem een nieuw contract had aangeboden.

## Erelijst
Queens Park Rangers
- Football League Championship

2011
 Reading
- Football League Championship

2012
 Cardiff City
- Football League Championship

2013